# Zapasy na Letnich Igrzyskach Olimpijskich 2004 – kategoria 120 kg w stylu klasycznym
Rywalizacja w wadze 120 kg mężczyzn w zapasach w stylu klasycznym na Letnich Igrzyskach Olimpijskich 2004 została rozegrana 24 i 25 sierpnia. Zawody odbyły się w hali Ano Liosia Olympic Hall w Ano Liosia.
W zawodach wzięło udział 20 zawodników.

## Klasyfikacja[1]
| Pozycja | Nazwisko            |
| ------- | ------------------- |
|         | Chasan Barojew      |
|         | Gieorgij Curcumia   |
|         | Rulon Gardner       |
| 4       | Sadżdżad Barzi      |
| 5       | Mijaín López        |
| 6       | Yannick Szczepaniak |
| 7       | Ksenofon Kutsiumbas |
| 8       | Serghei Mureico     |
| 9       | Hajkaz Galystian    |
| 10      | Mihály Deák-Bárdos  |
| 11      | Mindaugas Mizgaitis |
| 12      | Eddy Bengtsson      |
| 13      | Yekta Yılmaz Gül    |
| 14      | David Vála          |
| 15      | Mirian Giorgadze    |
| 16      | Rafael Barreno      |
| 17      | Juha Ahokas         |
| 18      | Andrej Czechauskoj  |
| 19      | Jurij Jewsejczyk    |
| 20      | Marek Mikulski      |

## Zasady
Uczestnicy zostali podzielni na grupy. Najlepszy zawodnik awansował do dalszej rywalizacji w rundzie finałowej
- TF – Łopatki
- ST – Przewaga (10 punktów różnicy, przewaga techniczna)
- PP – Na punkty (Pokonany zdobył punkty)
- PO – Na punkty (Pokonany bez punktów)
- CP – Punkty
- TP – Punkty techniczne/Czas

## Wyniki[2]

### Grupa 1
| Miejsce | Zawodnik            | Kraj      | W | P | CP | TP |
| ------- | ------------------- | --------- | - | - | -- | -- |
| 1       | Yannick Szczepaniak | Francja   | 2 | 0 | 7  | 13 |
| 2       | Hajkaz Galystian    | Armenia   | 1 | 1 | 4  | 10 |
| 3       | Rafael Barreno      | Wenezuela | 0 | 2 | 1  | 3  |

| Zapaśnik 1          | Zapaśnik 2          | CP  |    | TP   |
| ------------------- | ------------------- | --- | -- | ---- |
| Hajkaz Galystian    | Yannick Szczepaniak | 1-3 | PP | 1-3  |
| Rafael Barreno      | Hajkaz Galystian    | 1-3 | PP | 3-9  |
| Yannick Szczepaniak | Rafael Barreno      | 4-0 | ST | 10-0 |

### Grupa 2
| Miejsce | Zawodnik           | Kraj      | W | P | CP | TP |
| ------- | ------------------ | --------- | - | - | -- | -- |
| 1       | Sadżdżad Barzi     | Iran      | 2 | 0 | 6  | 5  |
| 2       | Mihály Deák-Bárdos | Węgry     | 1 | 1 | 4  | 4  |
| 3       | Juha Ahokas        | Finlandia | 0 | 2 | 1  | 1  |

| Zapaśnik 1         | Zapaśnik 2         | CP  |    | TP  |
| ------------------ | ------------------ | --- | -- | --- |
| Mihály Deák-Bárdos | Juha Ahokas        | 3-0 | PO | 3-0 |
| Sadżdżad Barzi     | Mihály Deák-Bárdos | 3-1 | PP | 3-1 |
| Juha Ahokas        | Sadżdżad Barzi     | 1-3 | PP | 1-2 |

### Grupa 3
| Miejsce | Zawodnik           | Kraj     | W | P | CP | TP |
| ------- | ------------------ | -------- | - | - | -- | -- |
| 1       | Chasan Barojew     | Rosja    | 2 | 0 | 6  | 8  |
| 2       | David Vála         | Czechy   | 1 | 1 | 3  | 3  |
| 3       | Andrej Czechauskoj | Białoruś | 0 | 2 | 0  | 0  |

| Zapaśnik 1         | Zapaśnik 2         | CP  |    | TP  |
| ------------------ | ------------------ | --- | -- | --- |
| David Vála         | Chasan Barojew     | 0-3 | PO | 0-5 |
| Andrej Czechauskoj | David Vála         | 0-3 | PO | 0-3 |
| Chasan Barojew     | Andrej Czechauskoj | 3-0 | PO | 3-0 |

### Grupa 4
| Miejsce | Zawodnik         | Kraj   | W | P | CP | TP |
| ------- | ---------------- | ------ | - | - | -- | -- |
| 1       | Mijaín López     | Kuba   | 2 | 0 | 6  | 9  |
| 2       | Yekta Yılmaz Gül | Turcja | 1 | 1 | 3  | 3  |
| 3       | Jurij Jewsejczyk | Izrael | 0 | 2 | 0  | 0  |

| Zapaśnik 1       | Zapaśnik 2       | CP  |    | TP  |
| ---------------- | ---------------- | --- | -- | --- |
| Jurij Jewsejczyk | Mijaín López     | 0-3 | PO | 0-5 |
| Yekta Yılmaz Gül | Jurij Jewsejczyk | 3-0 | PO | 3-0 |
| Mijaín López     | Yekta Yılmaz Gül | 3-0 | PO | 4-0 |

### Grupa 5
| Miejsce | Zawodnik            | Kraj       | W | P | CP | TP |
| ------- | ------------------- | ---------- | - | - | -- | -- |
| 1       | Gieorgij Curcumia   | Kazachstan | 2 | 1 | 8  | 11 |
| 2       | Ksenofon Kutsiumbas | Grecja     | 2 | 1 | 7  | 11 |
| 3       | Eddy Bengtsson      | Szwecja    | 1 | 2 | 3  | 4  |
| 4       | Mirian Giorgadze    | Gruzja     | 1 | 2 | 3  | 2  |

| Zapaśnik 1          | Zapaśnik 2          | CP  |    | TP   |
| ------------------- | ------------------- | --- | -- | ---- |
| Gieorgij Curcumia   | Ksenofon Kutsiumbas | 3-1 | PP | 2-2  |
| Mirian Giorgadze    | Eddy Bengtsson      | 0-3 | PO | 0-3  |
| Gieorgij Curcumia   | Mirian Giorgadze    | 1-3 | PP | 2-2  |
| Ksenofon Kutsiumbas | Eddy Bengtsson      | 3-0 | PO | 5-0  |
| Gieorgij Curcumia   | Eddy Bengtsson      | 4-0 | TF | 5:02 |
| Ksenofon Kutsiumbas | Mirian Giorgadze    | 3-0 | PO | 5-0  |

### Grupa 6
| Miejsce | Zawodnik            | Kraj              | W | P | CP | TP |
| ------- | ------------------- | ----------------- | - | - | -- | -- |
| 1       | Rulon Gardner       | Stany Zjednoczone | 3 | 0 | 9  | 7  |
| 2       | Serghei Mureico     | Bułgaria          | 2 | 1 | 7  | 6  |
| 3       | Mindaugas Mizgaitis | Litwa             | 1 | 2 | 4  | 4  |
| 4       | Marek Mikulski      | Polska            | 0 | 3 | 0  | 0  |

| Zapaśnik 1          | Zapaśnik 2          | CP  |    | TP  |
| ------------------- | ------------------- | --- | -- | --- |
| Rulon Gardner       | Mindaugas Mizgaitis | 3-0 | PO | 3-0 |
| Serghei Mureico     | Marek Mikulski      | 3-0 | PO | 3-0 |
| Rulon Gardner       | Serghei Mureico     | 3-1 | PP | 1-1 |
| Mindaugas Mizgaitis | Marek Mikulski      | 3-0 | PO | 3-0 |
| Rulon Gardner       | Marek Mikulski      | 3-0 | PO | 3-0 |
| Mindaugas Mizgaitis | Serghei Mureico     | 1-3 | PP | 1-2 |

### Runda finałowa[3]
|  | Ćwierćfinały        | Ćwierćfinały        | Ćwierćfinały |  |  | Półfinały         | Półfinały         | Półfinały         |   |                | Finał                 | Finał                 | Finał                 |
|  |                     |                     |              |  |  |                   |                   |                   |   |                |                       |                       |                       |
|  | Yannick Szczepaniak | Yannick Szczepaniak | 0            |  |  |                   |                   |                   |   |                |                       |                       |                       |
|  | Sadżdżad Barzi      | Sadżdżad Barzi      | 3            |  |  | Sadżdżad Barzi    | Sadżdżad Barzi    | 0                 |   |                |                       |                       |                       |
|  | Chasan Barojew      | Chasan Barojew      | 2            |  |  | Chasan Barojew    | Chasan Barojew    | 4                 |   |                |                       |                       |                       |
|  | Mijaín López        | Mijaín López        | 0            |  |  |                   |                   |                   |   | Chasan Barojew | Chasan Barojew        | 4                     |                       |
|  |                     |                     |              |  |  |                   | Gieorgij Curcumia | Gieorgij Curcumia | 2 |                |                       |                       |                       |
|  |                     |                     |              |  |  | Gieorgij Curcumia | Gieorgij Curcumia | 4                 |   |                |                       |                       |                       |
|  |                     |                     |              |  |  | Rulon Gardner     | Rulon Gardner     | 1                 |   |                | Walka o brązowy medal | Walka o brązowy medal | Walka o brązowy medal |
|  |                     |                     |              |  |  |                   |                   |                   |   |                |                       |                       |                       |
|  |                     |                     |              |  |  |                   |                   |                   |   |                | Sadżdżad Barzi        | Sadżdżad Barzi        | 0                     |
|  |                     |                     |              |  |  |                   |                   |                   |   |                | Rulon Gardner         | Rulon Gardner         | 3                     |

|  |                     |              |    |
|  | o 5 miejsce         |              |    |
|  |                     |              |    |
|  |                     |              |    |
|  |                     |              |    |
|  | Yannick Szczepaniak |              |    |
|  |                     |              |    |
|  | Mijaín López        | Mijaín López | WO |
|  | Mijaín López        | Mijaín López | WO |
|  |                     |              |    |